# 둘리 (아기공룡 둘리)
둘리는 《아기공룡 둘리》의 등장인물이자 주인공이다.

## 소개
녹색의 아기 케라토사우루스다. 외계인에게 납치되어 실험 대상이 된 대가로 초능력을 얻었다. 이후 1억여 년간 빙하에 갇혀 있다가 서울의 우이천으로 떠내려 왔다. 사람들이 빙하를 가져가 고길동의 집 근처 하천으로 떠밀려 왔다. 본래 착한 심성은 조금이나마 남아있긴 하나 도우너, 또치와 마찬가지로 장난이 매우 심하며 얹혀 사는 집의 주인인 고길동에게는 문제를 일으키고 반항을 한다. 다만, 그가 희동을 친동생처럼 정성껏 돌보는 경우가 간혹 있기에 고길동의 아내인 박정자는 둘리를 간혹 옹호한다. 
간혹 선행을 하기도 했다. 극장판에서는 파리를 잡겠다고 고길동의 밥에 살충제를 살포한 이유로, 요리를 하고 노래를 부르는 등의 선행을 했다. 요리를 다 먹은 후, 둘리는 고길동에게 '진 사람이 설거지하기!'라고 하며 고무장갑을 줬는데, 고길동은 '네가 음식을 만들었으니까 네가 마무리 지어야지!' 라며 고무장갑을 세 번 늘리고 둘리의 머리에 모자처럼 씌워 놓는다.

### 좋아하는 것
장난, 도우너, 또치, 희동, 마이콜, 초능력

### 싫어하는 것
고길동네 가족, 희동, 마이콜

## 모습의 설정
원래는 인간 남자아이로 나올 예정이었으나, 심의 때문에 지금의 공룡으로 변경되었다고 작가 김수정이 언급했다. 나이 적은 사람이 나이 많은 사람에게 린치를 가하게 되는 내용인지라, 둘리의 나이를 어른처럼 하기 위해 공룡으로 설정을 변경하였다. 그럼에도 1986년에 둘리의 반말 장면으로 인해 심의에 또 다시 걸려서 일부 대사를 수정했다고 한다.
또한, 그의 피부색은 원래 갈색이었다고 하는데, 보물섬 편집장이 '왜 똥색이냐'고 말해서 아이들이 좋아한다는 녹색으로 교체했다고 한다.

## 성우
| 등장인물 | KBS, 극장판 성우 | EBS 성우 | SBS 성우 |
| -------- | ---------------- | -------- | -------- |
| 둘리     | 박영남           | 함수정   | 김서영   |

## 그 외
- 그렇게 고길동의 속을 태우는데도 고길동이 그를 쫓아내지 못하는 이유는 다름아닌 희동이 때문이다. 둘리가 사실상 희동이의 보모 역할을 하고 있기 때문이라고 작가 인터뷰에서 밝혔다.

- 튀르키예의 페네리움(페네르바흐체 공식 기념품점)에서 무단 도용되어 판매되고 있는 한편, 그 정도로 튀르키예에서도 인지도가 있다.[1]

- 2013년 4월 22일, 구글에서 대한민국 한정 두들로 둘리 30주년 기념 이미지를 사용했다.

- 둘리는 '한글탐정 둘리'에서는 탐정으로 등장한다.

- 베이비 사우루스 돌리에서는 돌리의 아버지로 나온다.